# Waiting to Exhale – Warten auf Mr. Right
Waiting to Exhale – Warten auf Mr. Right (Originaltitel: Waiting to Exhale) ist eine US-amerikanische Filmkomödie aus dem Jahre 1995, die auf dem Roman Endlich ausatmen von Terry McMillan basiert.

## Handlung
Der Film handelt von den Freundinnen Savannah, Bernadine, Gloria und Robin. Alle vier haben Probleme mit Männern und Beziehungen zu Männern. Bernadine glaubt den Mann ihres Lebens bereits gefunden zu haben, wird jedoch am Silvesterabend von ihm verlassen. Savannah ist eine Karrierefrau, die jedoch in der Liebe weniger erfolgreich ist. Robin hat einen hohen Männerverschleiß, steht jedoch beim Thema Liebe noch immer am Anfang.
Gloria besitzt einen eigenen Friseursalon und hat einen Sohn. Savannahs alleinstehende Mutter probiert ihre Tochter mit ihrem verheirateten Ex-Freund zu verkuppeln. Robin, die sich immer in die falschen Männer verliebt, fängt wieder was mit ihrem verflossenen Russel an und lässt den drogenabhängigen Troy sitzen.
Um sich endgültig von ihrem Mann zu lösen, packt Bernadine aus Wut die Sachen ihres (Ex-)Gatten zusammen, stopft sie in ein Auto und zündet es an. Glorias Liebesleben ist komplizierter denn je. Der Vater ihres Sohnes outet sich. Doch ihr neuer Nachbar ist doch wirklich nett. Am Ende wird dennoch jede glücklich, doch nur eine mit einem Mann.

## Hintergründe
- Der Film basiert auf dem Roman Endlich ausatmen (Originaltitel: Waiting to Exhale) von Terry McMillan.
- Neben Whitney Houston spielen in den Hauptrollen auch die Oscar-nominierte Schauspielerin Angela Bassett, Loretta Devine, Lela Rochon und Gregory Hines mit.

## Der Soundtrack
Whitney steuerte dem Soundtrack Waiting to Exhale die Lieder Exhale (Shoop Shoop), Count on me (feat Cece Winans) und
Why does it hurt so bad bei. Auch Aretha Franklin, Brandy, Mary J. Blige, TLC, Faith Evans und Chacka Khan steuerten dem Soundtrack Lieder bei.

### Titelliste
1. „Exhale (Shoop Shoop)“ – Whitney Houston – 3:25
2. „Why Does It Hurt So Bad“ – Whitney Houston – 4:37
3. „Let It Flow“ – Toni Braxton – 4:27
4. „It Hurts Like Hell“ – Aretha Franklin – 4:18
5. „Sittin’ Up in My Room“ – Brandy – 4:52
6. „This Is How It Works“ – TLC – 5:00
7. „Not Gon' Cry“ – Mary J. Blige – 4:58
8. „My Funny Valentine“ – Chaka Khan – 4:06
9. „And I Gave My Love to You“ – Sonja Marie – 4:48
10. „All Night Long“ – SWV – 4:31
11. „Wey U“ – Chante Moore – 4:32
12. „My Love, Sweet Love“ – Patti LaBelle – 4:21
13. „Kissing You“ – Faith Evans – 3:23
14. „Love Will Be Waiting at Home“ – For Real – 5:59
15. „How Could You Call Her Baby“ – Shanna – 5:09
16. „Count on Me“ – Whitney Houston and CeCe Winans – 4:26

## Auszeichnungen
- NAACP Image Awards 1996
- NAACP Image Awards Bester Film
- NAACP Image Awards Beste weibliche Hauptrolle für Angela Bassett
- NAACP Image Awards Beste weibliche Nebenrolle für Loreta Devine
- NAACP Image Awards Bester Soundtrack

- Grammy 1997
- Grammy bester R'n'b Song Exhale (Shoop Shoop) (Whitney Houston)

- 1996 MTV Movie Award  Bester Titelsong Sitting' Up In My Room (Brandy)

Weitere Nominierungen:
- 1996 NAACP Image Awards Beste weibliche Hauptrolle Whitney Houston
- 1996 NAACP Image Awards Beste weibliche Nebenrolle Lea Rochon
- 1996 NAACP Image Awards Beste männliche Hauptrolle George Hines
- 1996 MTV Movie Award  Bester Titelsong  Exhale (Shoop Shoop) (Whitney Houston)
- 1997 Grammy Bestes Album
- 1997 Grammy Beste Rnb Performance Mary J.Blige: Not Gon' Cry"
- 1997 Grammy Beste Rnb Performance Brandy: Sitting' Up In My Room
- 1997 Grammy Beste Rnb Performance Whitney Houston  Exhale (Shoop Shoop)
- 1997 Grammy Bester Text eines Songs aus dem TV, Filmen oder anderen Medien, Count on me Whitney Houston, Michael Houston und Babyface

## Kritiken
- epd Film: Da „Bodyguard“ ein ebenso überraschender wie überragender Kassenerfolg war, ist die Wiederholungserwartung naheliegend ... Mit seinem (Kino-) Regiedebüt dürfte dem Schauspieler Forest Whitaker ... ein „Feelgood-Movie“ gelungen sein, das sich durch Mundpropaganda über längere Zeit in der Gunst des Publikums behaupten dürfte.
- Filmecho/Filmwoche: Abgesehen davon, daß die Männer fast ausnahmslos schlecht wegkommen, stellt „Warten auf Mr. Right“ zudem eine humorvolle Alternative zum gängigen Schwarzen Kino mit seinen Problemkonstanten wie Rassenkonflikten und Ghetto-Elend dar.